# Help!!!
Pour les articles homonymes, voir Help.
Pour plus de détails, voir Fiche technique et Distribution.
Help!!! (辣手回春, Lat sau wui cheun) est un film hong-kongais réalisé par Johnnie To et Wai Ka-fai, sorti en 2000.

## Synopsis
À l'hôpital Sir Ho, les docteurs et leur équipe sont devenus de vrais tire-au-flanc et ne s'occupent même plus de leurs patients. Le nouveau docteur Yan est déterminé à les faire changer en ramenant deux docteurs rebelles dans le droit chemin.

## Fiche technique
- Titre : Help!!!
- Titre original : 辣手回春 (Lat sau wui cheun)
- Réalisation : Johnnie To et Wai Ka-fai
- Scénario : Wai Ka-fai, Yau Nai-hoi et Ben Wong
- Production : Johnnie To, Wai Ka-fai et Charles Heung
- Société de production : Milkyway Image
- Musique : Raymond Wong
- Photographie : Cheng Siu-keung
- Montage : Law Wing-cheong et Yun T.L.
- Décors : Jerome Fung
- Costumes : Silver Cheung
- Pays d'origine : Hong Kong
- Format : Couleurs - 2,35:1 - Dolby Digital - 35 mm
- Genre : Comédie
- Durée : 92 minutes
- Date de sortie : 10 novembre 2000 (Hong Kong)

## Distribution
- Ekin Cheng : Joe
- Jordan Chan : Jim
- Cecilia Cheung : Yan
- Lam Suet : Un docteur
- Hui Shiu-hung : Un docteur